# Cantón de Les Planches-en-Montagne
El cantón de Les Planches-en-Montagne era una división administrativa francesa, que estaba situada en el departamento de Jura y la región de Franco Condado.

## Composición
El cantón estaba formado por ocho comunas:
- Bief-des-Maisons
- Chaux-des-Crotenay
- Crans
- Entre-deux-Monts
- Foncine-le-Bas
- Foncine-le-Haut
- Les Chalesmes
- Les Planches-en-Montagne

## Supresión del cantón de Les Planches-en-Montagne
En aplicación del Decreto nº 2014-165 de 17 de febrero de 2014, el cantón de Les Planches-en-Montagne fue suprimido el 22 de marzo de 2015 y sus 8 comunas pasaron a formar parte del nuevo cantón de Saint-Laurent-en-Grandvaux.